# Quatre-Septembre
Quatre-Septembre – stacja linii nr 3 metra  w Paryżu. Stacja znajduje się w 2. dzielnicy Paryża.  Została otwarta 3 grudnia 1904 r.

## Zobacz też

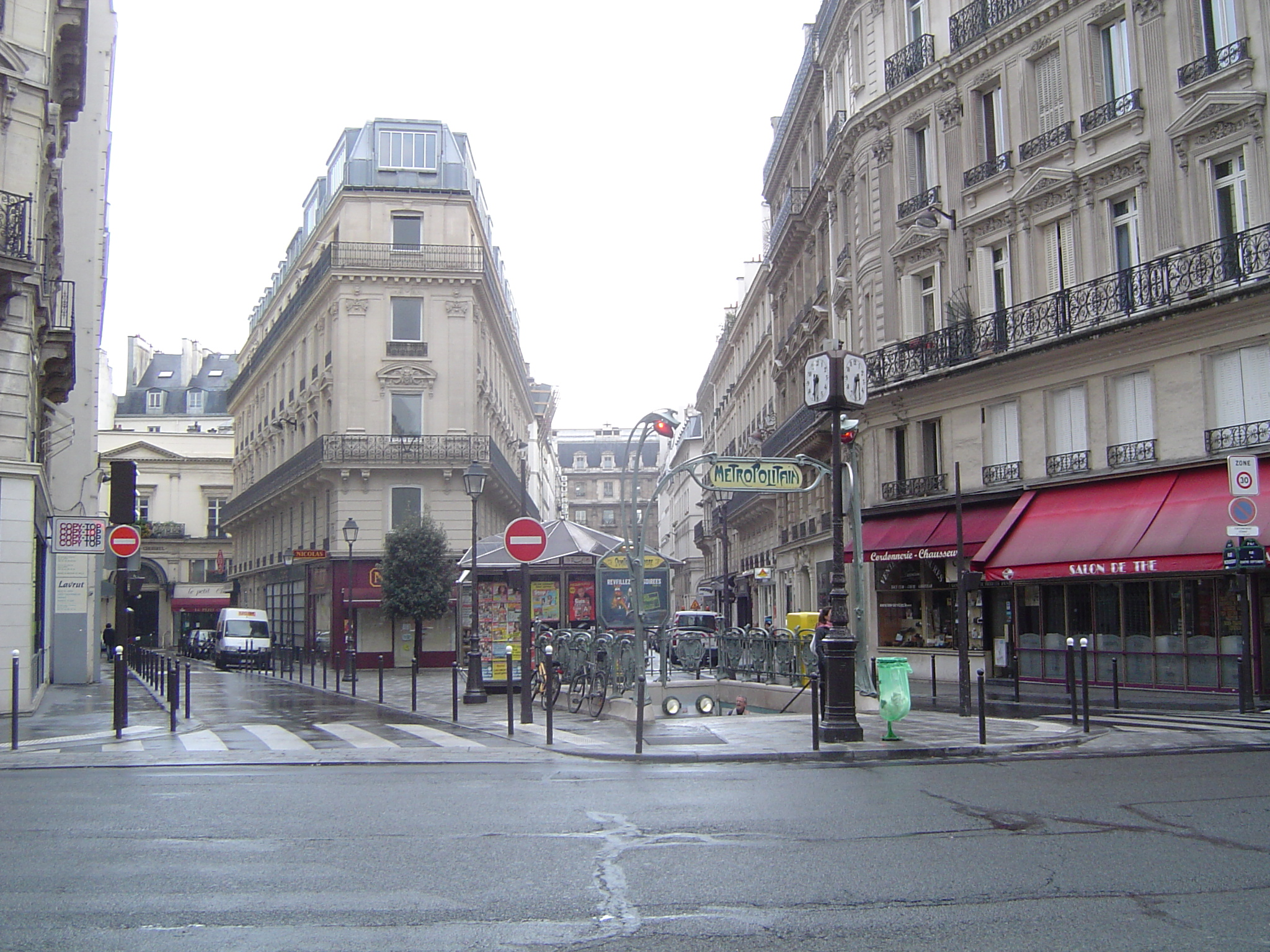
Wejście na stację
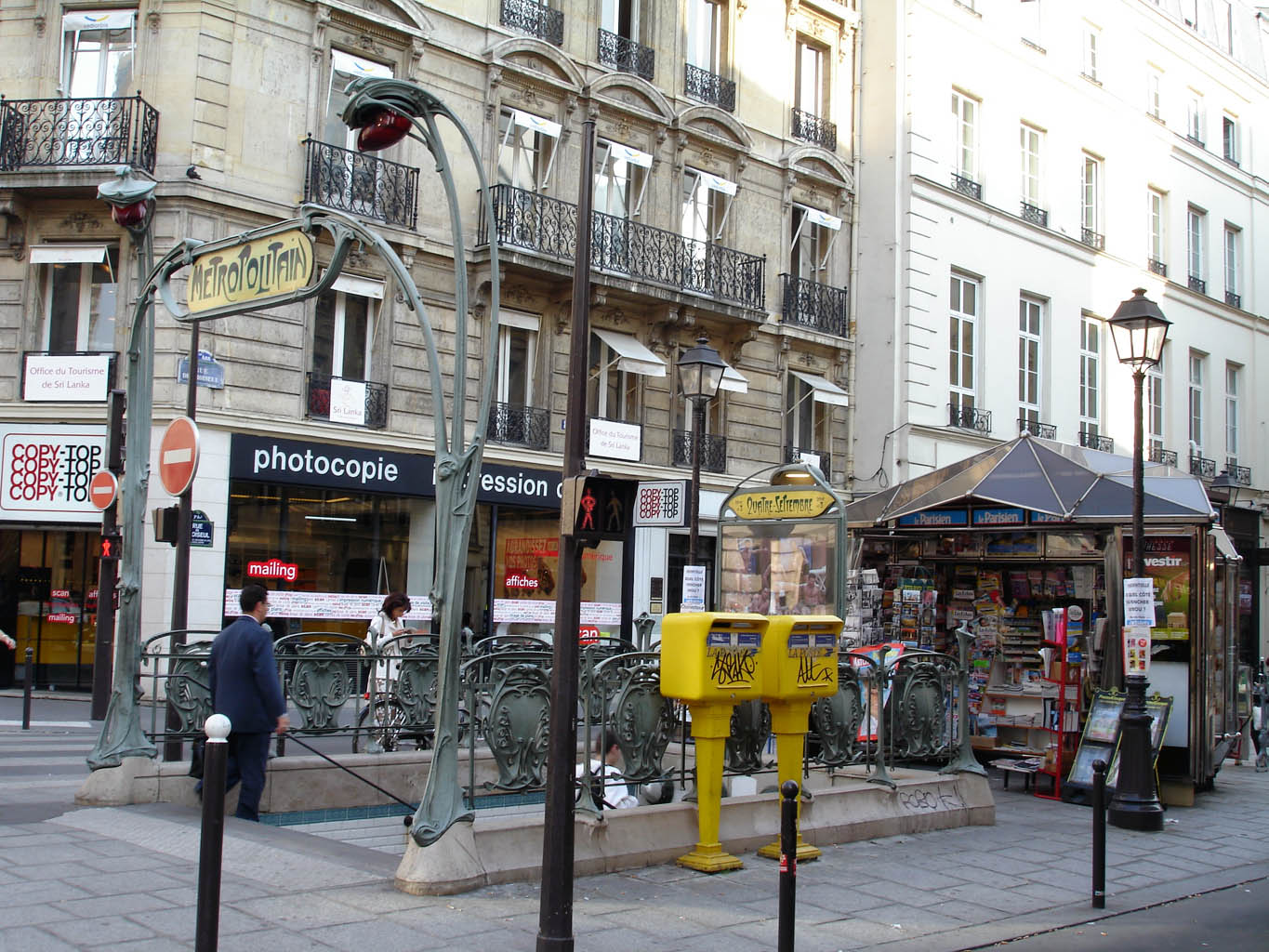
Wejście na stację